# Chaugachha
Chaugachha (en bengali : চৌগাছা) est une upazila du Bangladesh dans le district de Jessore. En 2011, on y dénombrait 231 370 habitants.